# Eptatretus minor
Eptatretus minor  is een soort uit de familie der slijmprikken (Myxinidae).